# Wahlkreis Kyffhäuserkreis II
Der Wahlkreis Kyffhäuserkreis II  (Wahlkreis 11) ist ein Landtagswahlkreis in Thüringen.
Der Wahlkreis umfasst vom Kyffhäuserkreis die Gemeinden Artern, Bad Frankenhausen/Kyffhäuser, Borxleben, An der Schmücke, Etzleben, Gehofen, Kalbsrieth, Kyffhäuserland, Mönchpfiffel-Nikolausrieth,  Oberbösa, Oberheldrungen, Reinsdorf und Roßleben-Wiehe.

## Landtagswahl 2024
Bei der Landtagswahl wurde Jens Cotta im Wahlkreis direkt gewählt.
Die weiteren Ergebnisse:
| Gegenstand der Nachweisung | Gegenstand der Nachweisung | Erst- stimmen | Erst- stimmen | Zweit- stimmen | Zweit- stimmen |
| Bewerber                   | Partei                     | Anzahl        | %             | Anzahl         | %              |
| -------------------------- | -------------------------- | ------------- | ------------- | -------------- | -------------- |
| Wahlberechtigte            | Wahlberechtigte            | 30.287        | 30.287        | 30.287         | 30.287         |
| Wähler                     | Wähler                     | 21.167        | 21.167        | 21.167         | 69,9           |
| Ungültige Stimmen          | Ungültige Stimmen          | 434           |               | 211            |                |
| Gültige Stimmen            | Gültige Stimmen            | 20.733        |               | 20.956         |                |
| davon                      |                            |               |               |                |                |
| Christoph Saal             | DIE LINKE                  | 3.450         | 16,6          | 2.809          | 13,4           |
| Jens Cotta                 | AfD                        | 9.650         | 46,5          | 8.329          | 39,7           |
| Johannes Selle             | CDU                        | 5.383         | 26,0          | 4.156          | 19,8           |
| Sascha Schwerdt            | SPD                        | 1.628         | 7,9           | 1.020          | 4,9            |
| Janine Rischel             | GRÜNE                      | 248           | 1,2           | 256            | 1,2            |
| Fred Degenhardt            | FDP                        | 374           | 1,8           | 193            | 0,9            |
|                            | TIERSCHUTZ hier!           |               |               | 243            | 1,2            |
|                            | ÖDP / Familie ..           | 23            | 0,1           |                |                |
|                            | PIRATEN                    | 46            | 0,2           |                |                |
|                            | MLPD                       | 23            | 0,1           |                |                |
|                            | BÜNDNIS DEUTSCHLAND        | 55            | 0,3           |                |                |
|                            | BSW                        | 3.522         | 16,8          |                |                |
|                            | FAMILIE                    | 121           | 0,6           |                |                |
|                            | FREIE WÄHLER               | 110           | 0,5           |                |                |
|                            | WU                         | 50            | 0,2           |                |                |

## Landtagswahl 2019
Die Landtagswahl 2019 fand am 27. Oktober 2019 statt und hatte folgendes Ergebnis für den Wahlkreis Kyffhäuserkreis II:
| Direktkandidat     | Partei                      | Wahlkreisstimmen in % | Landesstimmen in % |
| ------------------ | --------------------------- | --------------------- | ------------------ |
| Silvana Schäffer   | CDU                         | 22,6                  | 18,9               |
| Dietmar Strickrodt | DIE LINKE                   | 27,3                  | 32,9               |
| Stephan Rückebeil  | SPD                         | 11,9                  | 09,3               |
| Jens Cotta         | AfD                         | 29,2                  | 27,7               |
| Paul Maaß          | GRÜNE                       | 03,2                  | 02,4               |
| –                  | NPD                         | –                     | 00,6               |
| Maik Wehner        | FDP                         | 03,7                  | 03,9               |
| –                  | PIRATEN                     | –                     | 00,3               |
| –                  | Die PARTEI                  | –                     | 00,8               |
| –                  | KPD                         | –                     | 00,1               |
| –                  | TIERSCHUTZ hier!            | –                     | 01,3               |
| –                  | BGE                         | –                     | 00,1               |
| –                  | DIE DIREKTE!                | –                     | 00,1               |
| –                  | Blaue #Team Petry Thüringen | –                     | 00,0               |
| –                  | Graue Panther               | –                     | 00,4               |
| –                  | MLPD                        | –                     | 00,2               |
| –                  | ÖDP                         | –                     | 00,4               |
| –                  | Gesundheitsforschung        | –                     | 00,6               |
| Mario Merten       | FREIE WÄHLER                | 0 2,0                 | –                  |

Es waren 31.862 Personen wahlberechtigt. Die Wahlbeteiligung lag bei 60,8 %.  Als Direktkandidat wurde Jens Cotta (AfD) gewählt. Er erreichte 29,2 % aller gültigen Stimmen.

## Landtagswahl 2014
Die Landtagswahl 2014 fand am 14. September 2014 statt und hatte folgendes Ergebnis für den Wahlkreis Kyffhäuserkreis II:
| Direktkandidat     | Partei                | Erststimmen in % | Zweitstimmen in % |
| ------------------ | --------------------- | ---------------- | ----------------- |
| Gudrun Holbe       | CDU                   | 36,1             | 30,5              |
| Dietmar Strickrodt | DIE LINKE             | 30,9             | 31,1              |
| Uwe Ludwig         | SPD                   | 20,7             | 16,2              |
|                    | F.D.P.                | –                | 02,0              |
|                    | Bündnis 90/Die Grünen | –                | 03,1              |
|                    | AfD                   | –                | 09,0              |
|                    | REP                   | –                | 00,1              |
| Mario Merten       | Fr. Wähler            | 06,4             | 01,8              |
|                    | KPD                   | –                | 00,2              |
| Steffen Herzog     | NPD                   | 06,0             | 04,8              |
|                    | DIE PARTEI            | –                | 00,3              |
|                    | Piraten               | –                | 00,9              |

Es waren 34.006 Personen wahlberechtigt. Die Wahlbeteiligung lag bei 48,8 %.  Als Direktkandidatin wurde Gudrun Holbe (CDU) gewählt. Sie erreichte 36,1 % aller gültigen Stimmen.

## Landtagswahl 2009
Die Landtagswahl 2009 fand am 30. August 2009 statt und hatte folgendes Ergebnis für den Wahlkreis Kyffhäuserkreis II:
| Direktkandidat           | Partei     | Erststimmen in % | Zweitstimmen in % |
| ------------------------ | ---------- | ---------------- | ----------------- |
| Gudrun Holbe             | CDU        | 36,9             | 31,0              |
| Torsten Blümel           | DIE LINKE  | 34,6             | 31,7              |
| Andreas Räuber           | SPD        | 23,7             | 19,9              |
| \| Bündnis 90/Die Grünen | –          | 04,1             |                   |
|                          | REP        | –                | 00,4              |
|                          | F.D.P.     | –                | 06,0              |
|                          | Fr. Wähler | –                | 02,2              |
| Steffen Herzog           | NPD        | 04,8             | 04,4              |
|                          | ödp        | –                | 00,3              |

Es waren 36.736 Personen wahlberechtigt. Die Wahlbeteiligung lag bei 51,9 %.  Als Direktkandidatin wurde Gudrun Holbe (CDU) gewählt. Sie erreichte 36,9 % aller gültigen Stimmen.

## Landtagswahl 2004
Die Landtagswahl 2004 fand am 13. September 2004 statt und hatte folgendes Ergebnis für den Wahlkreis Kyffhäuserkreis II:
| Direktkandidat | Partei     | Erststimmen in % | Zweitstimmen in % |
| -------------- | ---------- | ---------------- | ----------------- |
| Gudrun Holbe   | CDU        | 46,9             | 45,7              |
|                | PDS        | 31,7             | 26,9              |
|                | SPD        | 17,1             | 14,0              |
|                | GRÜNE      | –                | 02,8              |
|                | BSU        | –                | 00,2              |
|                | Graue      | –                | 00,6              |
|                | REP        | –                | 01,5              |
| \| F.D.P.      | 04,3       | 03,2             |                   |
|                | Fr. Wähler | –                | 01,1              |
|                | KPD        | –                | 00,2              |
|                | NPD        |                  | 02,0              |
|                | ödp        | –                | 00,1              |
|                | ODAD       | –                | 00,3              |
|                | VIBT       | –                | 01,4              |

Es waren 38.712 Personen wahlberechtigt. Die Wahlbeteiligung lag bei 47,9 %.  Als Direktkandidatin wurde Gudrun Holbe (CDU) gewählt. Sie erreichte 46,9 % aller gültigen Stimmen.

## Landtagswahl 1999
Die Landtagswahl 1999 fand am 12. September 1999 statt und hatte folgendes Ergebnis für den Wahlkreis Kyffhäuserkreis II:
| Detlev Braasch | CDU        | 47,8 | 49,5 |           |      |      |      |
|                | SPD        | 24,1 | 19,8 |           |      |      |      |
|                | PDS        | 22,7 | 21,4 |           |      |      |      |
| -              | GRÜNE      | –    | 01,1 | -         | DSU  | –    | 00,1 |
| –              | DVU        | –    | 03,7 |           |      |      |      |
|                | REP        | 03,1 | 00,9 |           |      |      |      |
| -              | Die Frauen | –    | 00,5 | \| F.D.P. | 02,2 | 01,3 |      |
|                | NPD        | –    | 00,2 |           |      |      |      |
|                | Forum      | –    | 00,1 |           |      |      |      |
|                | PBC        | –    | 00,0 |           |      |      |      |
|                | VIBT       | –    | 01,2 |           |      |      |      |

Es waren 39.778 Personen wahlberechtigt. Die Wahlbeteiligung lag bei 55,7 %.  Als Direktkandidat wurde Detlev Braasch (CDU) gewählt. Er erreichte 47,8 % aller gültigen Stimmen.

## Landtagswahl 1994
Die Landtagswahl 1994 fand am 16. Oktober 1994 statt und hatte folgendes Ergebnis für den Wahlkreis Kyffhäuserkreis II:
| Direktkandidat | Partei | Erststimmen in % | Zweitstimmen in % |
| -------------- | ------ | ---------------- | ----------------- |
| Detlev Braasch | CDU    | 43,2             | 44,5              |
|                | SPD    | 32,2             | 30,7              |
|                | PDS    | 14,4             | 15,7              |
|                | F.D.P. | 05,8             | 03,5              |
|                | GRÜNE  | 04,4             | 03,1              |
|                | Forum  | –                | 00,4              |
|                | DSU    | –                | 00,1              |
|                | REP    | –                | 01,3              |
|                | Graue  | –                | 00,3              |
|                | ÖDP    | –                | 00,1              |
|                | STATT  | –                | 00,3              |

Es waren 39.436 Personen wahlberechtigt. Die Wahlbeteiligung lag bei 71,5 %.  Als Direktkandidat wurde Detlev Braasch (CDU) gewählt. Er erreichte 43,2 % aller gültigen Stimmen.

## Bisherige Abgeordnete
Direkt gewählte Abgeordnete des Wahlkreises Kyffhäuserkreis II waren:
| Jahr | Name           | Partei | Anteil der Erststimmen |
| ---- | -------------- | ------ | ---------------------- |
| 2019 | Jens Cotta     | AfD    | 29,2 %                 |
| 2014 | Gudrun Holbe   | CDU    | 36,1 %                 |
| 2009 | Gudrun Holbe   | CDU    | 36,9 %                 |
| 2004 | Gudrun Holbe   | CDU    | 46,9 %                 |
| 1999 | Detlev Braasch | CDU    | 47,8 %                 |
| 1994 | Detlev Braasch | CDU    | 43,2 %                 |